# Sergio Gori
Sergio „Bobo“ Gori (* 24. Februar 1946 in Mailand; † 5. April 2023 in Sesto San Giovanni) war ein italienischer Fußballspieler. Er wurde italienischer Meister mit Inter Mailand, Cagliari Calcio sowie Juventus Turin und nahm mit der Nationalmannschaft seines Heimatlandes, für die er insgesamt drei Länderspiele absolvierte, an der Fußball-Weltmeisterschaft 1970 in Mexiko teil.
Neben Filippo Cavalli, Giovanni Ferrari, Pietro Fanna, Aldo Serena und Attilio Lombardo ist Gori einer von nur sechs Spielern, die den Scudetto mit drei verschiedenen Vereinen gewinnen konnten.

## Karriere

### Vereinskarriere
Sergio Gori, geboren 1946 in der norditalienischen Großstadt Mailand, begann mit dem Fußballspielen beim dortigen Nobelverein Inter Mailand. Nachdem er zunächst die Jugendabteilungen des Verein durchlaufen hatte, berief ihn Inters damaliger Trainer, der Argentinier Helenio Herrera, im Jahr 1964 in die erste Mannschaft. Mit dem Grande Inter, wie Inters in den 1960er-Jahren sehr erfolgreiche Mannschaft um Spieler wie etwa Giacinto Facchetti, Armando Picchi oder Luis Suárez genannt wurde, holte Sergio Gori in den Jahren 1965 und 1966 zweimal die italienische Fußballmeisterschaft. In beiden Spielzeiten fungierte er allerdings nicht als Stammkraft und machte in beiden Jahren zusammen nur zehn Ligaspiele, in denen ihm zwei Treffer gelangen. Neben den Erfolgen in der Liga zeigte sich Inter Mailand auch auf internationaler Ebene sehr positiv. Mit dem System des Catenaccio gewann man in der Saison 1964/65 zum zweiten Mal in Folge den Europapokal der Landesmeister, Vorgängerwettbewerb der UEFA Champions League. Nach Siegen über Dinamo Bukarest, die Glasgow Rangers sowie den FC Liverpool erreichte man das Finale, wo Benfica Lissabon durch ein Tor von Jair da Costa mit 1:0 besiegt wurde. Wenig später konnte Inter gegen Independiente Avellaneda auch noch den Weltpokal erringen. Sergio Gori spielte bei diesen Erfolgen jedoch nur eine Nebenrolle, er war nur Ersatzspieler.
Als solcher verließ er Inter Mailand 1966 und ging zu Lanerossi Vicenza, um dort zwei Jahre bis 1968 in unteren Gefilden der Serie A Fußball zu spielen. In Vicenza entwickelte sich Sergio Gori zur Stammkraft und kehrte nach 56 Ligaspielen mit sechzehn Torerfolgen im Sommer 1968 zu Inter Mailand zurück, wo er sich aber erneut nicht richtig durchsetzen konnte und es im Rahmen der Serie A 1968/69 nur auf vierzehn Ligaeinsätze brachte.
Danach verließ Sergio Gori Inter Mailand ein zweites Mal und schloss sich dem aufstrebenden US Cagliari aus Sardinien an. Mit Cagliari, im Vorjahr hinter dem AC Florenz Vizemeister geworden, erreichte Sergio Gori in der Saison 1969/70 den ersten Rang in der Serie A, vier Zähler vor seinem alten Verein Inter Mailand, und wurde damit italienischer Meister, was den ersten und bis heute letzten Meistertitel des sardischen Vereins bedeutete. Dabei stellte das Team von Coach Manlio Scopigno, in dem unter anderem Spieler wie Stürmerstar Luigi Riva, Torhüter Enrico Albertosi oder Mittelfeldspieler Angelo Domenghini zu finden waren, die mit elf Gegentreffern beste Defensive, wusste aber mit 42 erzielten Toren auch auf eine ordentliche Offensive zu bauen. Im gesamten Saisonverlauf musste das Team der US Cagliari nur zwei Niederlagen kassieren, die jeweils auswärts bei Inter Mailand und beim US Palermo passierten.
In den Jahren nach dem überraschenden Meistertitel ging es für den Verein, der direkt noch im Sommer 1970 in Cagliari Calcio umbenannt wurde, bergab. Als amtierender italienischer Meister rangierte man nach Ablauf der Saison 1970/71 nur auf einem enttäuschenden siebten Rang. Nach einem vierten Platz in der Folgesaison wurden die Leistungen der Sarden stets schlechter, schließlich musste der Verein im Jahr 1976 als abgeschlagener Tabellenletzter den Gang in die Zweitklassigkeit antreten. Doch zu diesem Zeitpunkt weilte Sergio Gori nicht mehr in Cagliari. Er verließ den Verein im Sommer 1975 nach 166 Ligaspielen, in denen ihm 33 Treffer gelangen.
Gori ging zu Juventus Turin, wo er nochmals durchaus erfolgreich agierte. Mit einem Zähler Vorsprung vor Lokalrivale AC Turin holte sich Juventus in der Spielzeit 1976/77 den Scudetto, nachdem man sich im Vorjahr noch ebenjenem Torino beugen musste. Wenig später errang Gori im Trikot von Juventus Turin auch noch den UEFA-Pokal, nachdem man sich im Endspiel gegen den spanischen Vertreter Athletic Bilbao durchgesetzt hatte. Nach dem Gewinn des Europapokals wechselte Sergio Gori ein letztes Mal den Verein und spielte in der Folge für Hellas Verona, wo er seine fußballerische Laufbahn im Jahr 1978 mit 32 Jahren beendete.

### Nationalmannschaft
Im Jahr 1970 kam Sergio Gori als Spieler der US Cagliari zu drei Länderspielen in der italienischen Fußballnationalmannschaft.
Von Nationaltrainer Ferruccio Valcareggi wurde er dabei ins Aufgebot der Italiener für die Fußball-Weltmeisterschaft 1970 in Mexiko berufen. Während des Turniers absolvierte Gori, der auf der Position eines Angreifers einzusetzen war, ein Spiel. In der Viertelfinalpartie der Italiener, die am 14. Juni 1970 gegen Gastgeber Mexiko (Endstand: 4:1) ausgetragen wurde, ersetzte er in der 85. Spielminute seinen Vereinskameraden Angelo Domenghini. Davor und danach brachte es Sergio Gori auf keine weiteren Turniereinsätze. Die italienische Mannschaft indes erreichte nach einem 4:3-Sieg nach Verlängerung im legendären Jahrhundertspiel gegen Deutschland das WM-Endspiel, scheiterte dort aber deutlich mit 1:4 an Brasiliens großer Mannschaft um Pelé, Carlos Alberto und Jairzinho.
Am 17. Oktober 1970 absolvierte er sein zweites Länderspiel in einem Freundschaftsspiel gegen die Schweizerische Fußballnationalmannschaft, welches mit einem 1:1-Remis in Bern endete. 14 Tage später, am 31. Oktober 1970, zu Beginn der Qualifikation zur Fußball-Europameisterschaft 1972, traf Gori in Wien auf Österreich. Das Spiel, gleichzeitig Goris letzter Einsatz für die Italiener, endete mit einem 2:1-Sieg für die Gäste.

## Erfolge
- Italienische Meisterschaft: 4×
1964/65 und 1965/66 mit Inter Mailand
1969/70 mit der US Cagliari
1976/77 mit Juventus Turin
- Europapokal der Landesmeister: 1×
1964/65 mit Inter Mailand
- UEFA-Pokal: 1×
1976/77 mit Juventus Turin
- Weltpokal: 1×
1965 mit Inter Mailand